# Coimbra (cratera)
Coimbra é uma cratera marciana. Tem como característica 34.7 quilômetros de diâmetro. Deve o seu nome a Coimbra, uma cidade de Portugal.